# 石川愛 (プロ雀士)
石川 愛（いしかわ なる、1995年12月1日 - ）は、競技麻雀のプロ雀士。日本プロ麻雀連盟関西本部所属。
愛媛県新居浜市出身。血液型はAB型。射手座。
2024年現在、太閤位戦C1リーグ。関大前ジャンソウル副店長。日本プロ麻雀連盟39期前期合格。

## 人物
- 愛媛県新居浜市 。出身大学は関西大学。
- 血液型はAB型。
- 連盟内での段位は初段。
- 好きな役はメンタンピン。嫌いなことは親被り。

## エピソード
- 2014年大学一年生の時にサークルの先輩に連れられて初めて麻雀をする。負けて悔しい気持ちがあり、ノーレート雀荘の"関大前ジャンソウル"を訪れる。
- 麻雀を始めたてはジャンソウルでは常に最下位と言っていいほど麻雀が上達しなかったが、麻雀が好きすぎるあまりその後梅田の麻雀店"イースター"(現在は名前を変えて"イーソー"となっている)で勤務を始める。
- 麻雀店で働いては勤務後に関大前の雀荘ジャンソウルや麻雀ナナ、マーチャオなど毎日複数の雀荘を梯子するまでになる。